# Nye
För andra betydelser, se Nye (olika betydelser).
Nye är en bebyggelse i Vetlanda kommun och kyrkby i Nye socken i Jönköpings län, belägen 16 km sydöst om centralorten Vetlanda. SCB avgränsade här en tätort mellan 1990 och 2010, som en småort mellan 2010 och 2015 och åter som en tätort 2015 till 2020 då den än en gång klassades som småort.
Kyrkan Nye kyrka ligger här.

## Befolkningsutveckling
| Befolkningsutvecklingen i Nye 1980–2015                                                                                        | Befolkningsutvecklingen i Nye 1980–2015 | Befolkningsutvecklingen i Nye 1980–2015 | Befolkningsutvecklingen i Nye 1980–2015 | Befolkningsutvecklingen i Nye 1980–2015 |
| --- | --------------------------------------- | --------------------------------------- | --------------------------------------- | --------------------------------------- |
| |                                         |                                         |                                         |                                         |
| År |                                         |                                         | Folkmängd                               | Areal (ha)                              |
| 1980 | 1980                                    |                                         | 232                                     | 50                                      |
| 1990 | 1990                                    |                                         | 229                                     | 45                                      |
| 1995 | 1995                                    |                                         | 241                                     | 45                                      |
| 2000 | 2000                                    |                                         | 220                                     | 45                                      |
| 2005 | 2005                                    |                                         | 203                                     | 45                                      |
| 2010 | 2010                                    |                                         | 194                                     | 45**                                    |
| 2010 | 2010                                    |                                         | 173                                     | 21#                                     |
| 2015 | 2015                                    |                                         | 202                                     | 56                                      |
| Anm.: Ny tätort 1980. Upphörde som tätort 2010. Åter tätort 2015. ** Som upphörd tätort (mindre än 200 invånare) # Som småort. |                                         |                                         |                                         |                                         |